# شهرستان اختسکی
شهرستان اختسکی (به لاتین: Okhotsky District) یک شهرستان در روسیه است که در سرزمین خاباروفسک واقع شده‌است.